# Рябцево-2
Рябцево-2 — деревня в Усвятском районе Псковской области России. Входит в состав сельского поселения «Церковищенская волость».

## География
Находится на юге региона, в северо-западной части района, в лесной местности.
Уличная сеть не развита.

## История
В соответствии с Законом Псковской области от 28 февраля 2005 года № 420-ОЗ деревня Рябцево-2 вошла в состав образованного муниципального образования Церковищенская волость.

## Население
| 2001 | 2002 | 2010 |
| ---- | ---- | ---- |
| 1    | ↗3   | ↗5   |

## Инфраструктура
Личное подсобное хозяйство.
Почтовое отделение, обслуживающее д. Рябцево-2 — 182583; расположено в волостном центре д. Церковище.

## Транспорт
Просёлочная дорога.